# منى فاروق
منى فاروق (25 فبراير 1995-)، ممثلة مصرية، ولدت في مدينة القاهرة، كانت بدايتها من خلال الظهور في العديد من الإعلانات التلفزيونية، قبل أن تشارك الفنان محمد رجب من خلال فيلم الخلبوص عام 2015 قدمت من خلاله دور صديقة الفنانة سامية الطرابلسي.

## أعمالها الفنية
| سنة الإنتاج | المسلسل / الفيلم         | الدور         | بمشاركة                                        |
| ----------- | ------------------------ | ------------- | ---------------------------------------------- |
| 2021        | أيام                     |               | رياض الخولي، شيري عادل، حورية فرغلي            |
| 2018        | الأب الروحي الجزء الثاني | رودي العزازي  | محمد علي رزق، مي سليم، محمد عادل               |
| 2018        | رحيم                     | بسمة          | ياسر جلال، نور، محمد رياض، حسن حسني            |
| 2017        | الأب الروحي              | رودي العزازي  | محمود حميدة، سوسن بدر، أحمد عبد العزيز         |
| 2017        | ظل الرئيس                | علا السكرتيرة | ياسر جلال، علا غانم، هنا شيحة                  |
| 2015        | الخلبوص                  |               | محمد رجب (ممثل)، سامية الطرابلسي، إيمان العاصي |

## قضية الفيديو الإباحي مع شيما الحاج والمخرج خالد يوسف
- في 7 فبراير 2019، ألقت الأجهزة الأمنية المصرية القبض على شيما الحاج ومنى فاروق بتهمة الظهور في فيديو إباحي مع المخرج خالد يوسف، واتهامهما بـ"الخوض في الفجور والإعلان عنه".[9][10]
- في اليوم التالي، أمرت النيابة بحبسهما 4 أيام على ذمة التحقيق، ووجّهت لهما تهم الخروج على الحياء العام والتحريض على الفسق.[11]
- ظهرت الفتاتان في المحكمة وهما ترتديان النقاب وطرحًا لإخفاء هويتهما.[12]
- تمت حماية هوية القضية بحظر نشر من النائب العام في 13 فبراير 2019.

- أُفرج عنهما في 13 يونيو 2019 بتخفيف الإجراءات، بعد حوالى أربعة أشهر من الحبس.[13]

## روابط خارجية
- منى فاروق على موقع الدهليز
- منى فاروق على موقع قاعدة بيانات الأفلام العربية